# Lista de filmes portugueses de 1954
Lista de filmes portugueses de longa-metragem lançados comercialmente em Portugal em 1954, nas salas de cinema.
Notas: Na secção coprodução, passando o cursor sobre a bandeira aparecerá o nome do país correspondente.
| # | Filme                       | Realização                       | Género         | Estreia        | Coprodução |
| - | --------------------------- | -------------------------------- | -------------- | -------------- | ---------- |
| 1 | Agora É Que São Elas        | Fernando Garcia José César de Sá | Comédia        | 28 de setembro | —          |
| 2 | O Cerro dos Enforcados      | Fernando Garcia                  | Drama          | 17 de março    | —          |
| 3 | O Costa d'África            | João Mendes                      | Comédia        | 19 de janeiro  | —          |
| 4 | Nubes de verano             | Arthur Duarte                    | Drama, comédia | 2 de julho     | Espanha    |
| 5 | Quando o Mar Galgou a Terra | Henrique Campos                  | Drama, musical | 27 de abril    | —          |